# Saint-Nicolas (Lévis)
Pour les articles homonymes, voir Saint-Nicolas.
Saint-Nicolas est l'un des dix secteurs de la ville de Lévis et l'un des trois situés dans l'arrondissement Les Chutes-de-la-Chaudière-Ouest.

## Géographie
Saint-Nicolas comporte trois grandes zones résidentielles, soit le secteur de Bernières et des ponts (Est), le secteur du golf Stastny (Centre) et le secteur du vieux village de St-Nicolas (Ouest) où est située L'Église. Depuis les années 1980, la municipalité de Bernières d'où le secteur Est qui est en plein développement s'est fusionné à Saint-Nicolas qui compte maintenant près de 20 000 habitants et habitantes. En 2002, Saint-Nicolas est la dernière ville à se fusionner à la grande ville de Lévis.

## Histoire
L'histoire de Saint-Nicolas remonte à 1694, ce qui fait de cette paroisse l'une des plus vieilles au Canada. Son patrimoine témoigne de cette longue histoire. 
Il est nommé en l'honneur de Nicolas de Myre.
En 2002, à la suite de bon nombre de fusions municipales, elle fut l'une des neuf villes fusionnées à Lévis. 

## Aspects démographique et économique

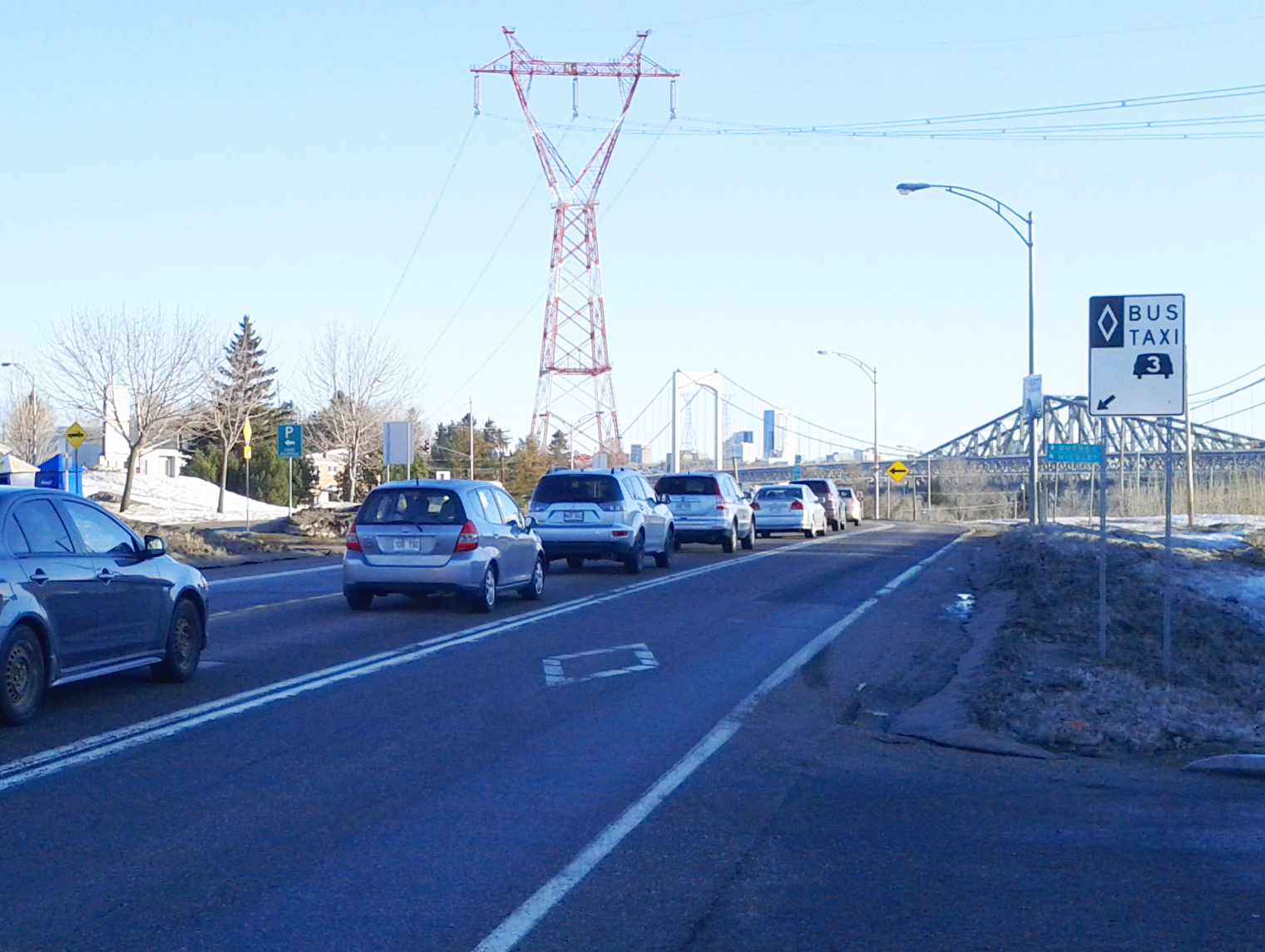
L'ouverture du pont Pierre-Laporte en 1970 a considérablement accéléré le développement de Saint-Nicolas comme banlieue résidentielle de la ville de Québec.

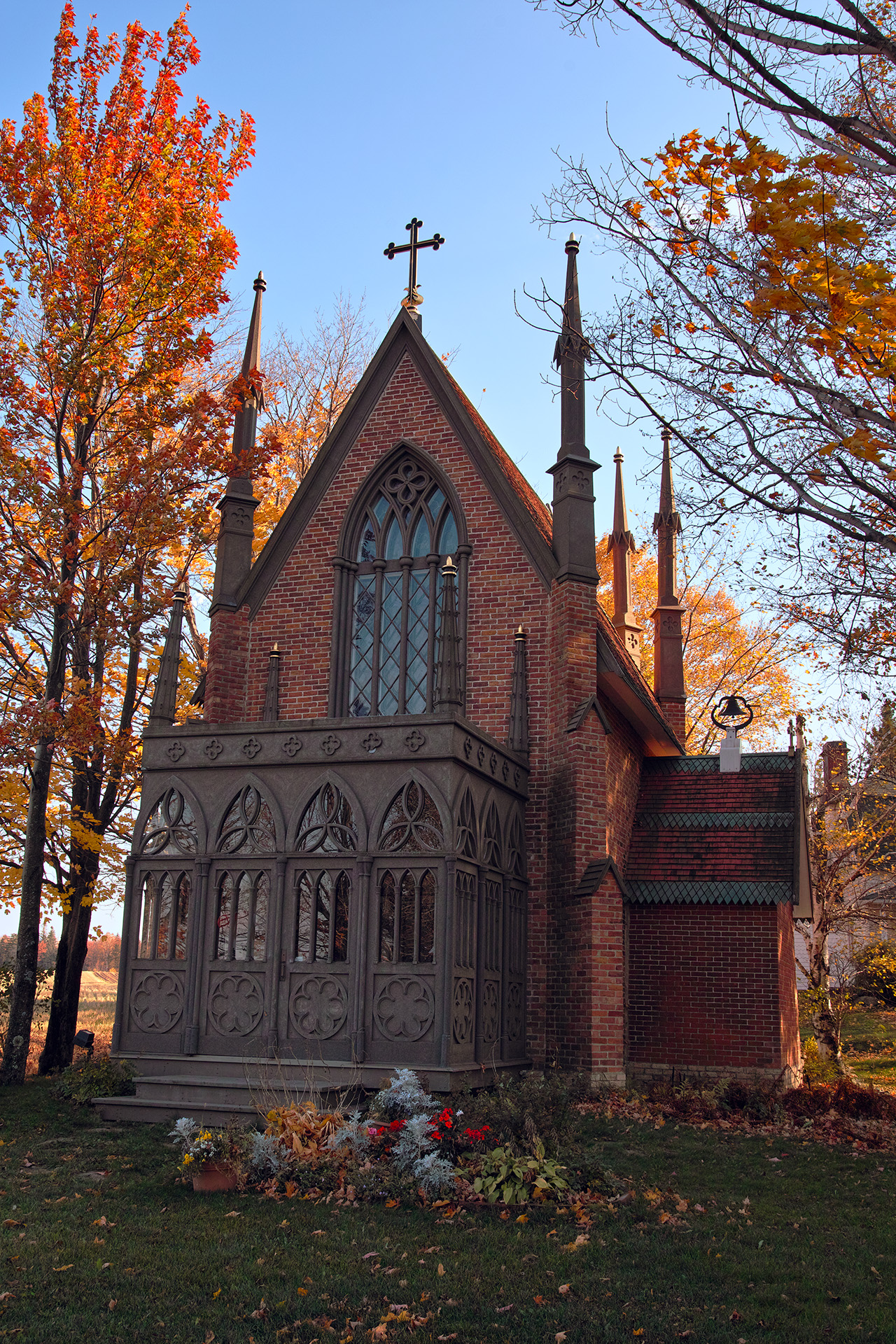
Chapelle Notre-Dame-de-Grâce

Saint-Nicolas est un quartier majeur à la ville de Lévis. Plusieurs projets notamment sur la route des Rivières sont en développement. La population et les secteurs résidentiels augmentent considérablement et font de St-Nicolas une banlieue très prospère.

### Éducation
Saint-Nicolas compte 5 écoles primaires et une école secondaire du 1er jusqu'au 3e niveau. Les écoles publiques font partie de la Commission scolaire des Navigateurs.
- École primaire L'Étoile
- École primaire La Martinière
- École primaire Clair-Soleil
- École primaire L'Odyssée
- École primaire Le Grand Voilier
- École secondaire de l'Envol

### Démographie
| 1861  | 1871  | 1881  | 1891  | 1901  | 1911  | 1921 | 1931 | 1941 |
| ----- | ----- | ----- | ----- | ----- | ----- | ---- | ---- | ---- |
| 2 219 | 2 356 | 2 246 | 1 768 | 1 627 | 1 543 | 818  | 851  | 947  |

| 1951  | 1956  | 1961  | 1966  | 1971  | 1976  | 1981  | 1986  | 1991  |
| ----- | ----- | ----- | ----- | ----- | ----- | ----- | ----- | ----- |
| 1 067 | 1 241 | 1 295 | 1 635 | 1 975 | 3 729 | 5 074 | 6 123 | 7 600 |

| 1996   | 2001   | 2006   | - | - | - | - | - | - |
| ------ | ------ | ------ | - | - | - | - | - | - |
| 15 594 | 16 645 | 18 437 | - | - | - | - | - | - |

## Personnalités originaires de Saint-Nicolas
- Angus Baker (1849-1924), navigateur et député de Lévis (1892-1897)
- Jean-Baptiste Cloutier (1831-1920), premier diplômé de l'École normale Laval et éducateur
- John Costigan (1835-1922), homme politique canadien
- Jérôme Demers (1774-1853), prêtre et éducateur canadien
- Modeste Demers (1809-1871), premier évêque de l'île de Vancouver
- Louis-Honoré Filteau (1844-1917), fonctionnaire, auteur et généalogiste
- Eugène Martineau (1837-1880), premier maire francophone d'Ottawa
- Nazaire-Nicolas Olivier (1860-1898), avocat et député de Lévis (1897-1898)
- Mgr Benjamin Pâquet (1832-1900), prêtre et recteur de l'Université Laval (1887-1893)
- Étienne-Théodore Pâquet (1850-1916), notaire, député de Lévis (1873-1883) et historien
- Mgr Louis-Adolphe Pâquet (1859-1942), membre influent du clergé catholique
- Mgr Pierre-Yvon Filion  (1898-1961), médecin à l'Hôtel-Dieu de Lévis, député de Lévis
- Véronique Isabel-Filion (1993-), humoriste